# Coccygidium nigricrum
Coccygidium nigricrum är en stekelart som beskrevs av Michael J. Sharkey 1998. Coccygidium nigricrum ingår i släktet Coccygidium och familjen bracksteklar. Inga underarter finns listade i Catalogue of Life.